# Tatort: Feuerkämpfer
Feuerkämpfer ist ein Fernsehfilm aus der Kriminalreihe Tatort der ARD und des ORF. Der Film wurde vom Norddeutschen Rundfunk unter der Regie von Thomas Bohn produziert und am 12. März 2006 im Programm Das Erste zum ersten Mal gesendet. Es handelt sich um die Tatort-Folge 624. Für den Kriminalhauptkommissar Casstorff (Robert Atzorn) ist es der elfte Fall, in dem er ermittelt.

## Handlung
Seit einiger Zeit treibt in der Hansestadt ein Feuerteufel sein Unwesen. Im Zuge dieser Brandstiftungen findet die Scheidungsanwältin Claudia von Brück den Tod. Doch ist sie in ihrer Kanzlei mit einer Justitia-Figur erschlagen worden, bevor jemand den Brand gelegt hat. Tochter Mechthild ist Alleinerbin. Sie wurde von einer Detektei beim Techtelmechtel mit dem Freund ihrer Mutter, Peter Krausser, abgelichtet. Die beiden geben zu, am Tatabend bei Claudia von Brück gewesen zu sein.
Holicek klappert die geschiedenen Männer ab, deren Partnerin von der Rechtsanwältin vertreten wurden. Er trifft schließlich auf den Waffenhändler Angelo Panigua, dessen Ex, Rebecca Stein, nun mit dem Feuerwehrkommandanten Joachim Kasten liiert ist, in dessen Revier die Brandstiftungen passieren. Durch die Ereignisse müssen beide ständig Sonderschichten schieben und Panigua hat seinen Sohn für sich. Auffällig ist, dass die Brände durch ein Benzin beschleunigt wurden, das ausschließlich in Feuerzeugen in Pistolenform verwendet werden darf. Durch die Polizei alarmiert, verschanzt sich Panigua mit seinem Sohn Lukas im Waffengeschäft und hat beim (endgültigen?) Abschied Tränen in den Augen. Casstorff kann Panigua vom Suizid abhalten und ihn zu einem umfassenden Geständnis die Brandstiftungen betreffend bewegen.
Durch einen Trick bringt Casstorff Mechthild von Brück dazu, den Totschlag an ihrer Mutter zu gestehen, da ja ihre Mutter ihren ersten Mann, den Vater, wegnahm.

## Rezeption

### Einschaltquoten
Die Erstausstrahlung von Feuerkämpfer am 12. März 2006 wurde in Deutschland insgesamt von 8,54 Millionen Zuschauern gesehen und erreichte einen Marktanteil von 22,00 Prozent für Das Erste.

### Kritik
Bei Quotenmeter urteilt Julian Miller und findet: Dieser Tatort „hat so gut wie Alles, was ein guter Krimi braucht. Der Stoff ist zwar nicht der Interessanteste und die Grundidee ist schon etwas ausgelutscht, dennoch schafft es ‚Feuerkämpfer‘, frischen Wind in das Krimi-Genre zu bringen. Die Story ist gut ausgearbeitet und die Charaktere sind sehr lebensnah. Die Schauspieler spielen zumeist sehr gut. Es schleichen sich jedoch ein paar Stellen ein, an denen die Dialoge etwas langweilig werden.“
Die Kritiker der Fernsehzeitschrift TV Spielfilm vergaben für diesen Tatort den Daumen nach oben und meinen: „Guter Sozialkrimi um Sorgerecht und Mord“.